# Зарічне (Самарівський район)
Зарічне (до 2024 року — Гварді́йське) — селище в Україні, у Черкаській селищній громаді Самарівського району Дніпропетровської області. Чисельність населення на 2018 рік — 6207 осіб.

## Географічне розташування
Селище Зарічне знаходиться на лівому березі річки Самара, нижче за течією на відстані 5,5 км розташоване смт Черкаське, на протилежному березі — село Вільне. Селище розташоване на закруті річки і оточене лісовим масивом (сосна, дуб). Річка в цьому місці звивиста, утворює лимани, стариці і заболочені озера.

## Історія
Виникнення селища Зарічне тісно пов'язане з історією формування 42-ї гвардійської танкової дивізії, яке здійснювалось на ділянці місцевості в західній частині Новомосковського полігону (пізніше — Новомосковського навчального центру). Через те селище отримало назву Гвардійське.
З початку 1957 року частини та підрозділи дивізії були розташовані на піщаних барханах покритих кущами та оточених з 3-х боків річкою Самара. Не було питної води, доріг, мосту через річку.
Будівництво військового містечка здійснювалось за допомогою Дніпропетровського обкому КПУ (перший секретар Щербицький В. В., другий секретар Ватченко О. Ф.) та шефських організацій: Придніпровської ГРЕС, металургійних заводів ім. В. І. Леніна, Петровського, будівельних трестів № 17, Дніпровськпромбуду, управління Придніпровської залізниці.
Активну участь у будівельних роботах брали сім'ї військовослужбовців, особливо тих, які прибули із Забайкалля.
Будівельні роботи проводились під керівництвом командувача військами Київського військового округу маршала Радянського Союзу Чуйкова В. І., який наказав командиру 42-ї дивізії полковнику Б.Панєвіну залучити до виконання завдань будівництва 2 мотострілецьких батальйони, інженерно-саперний батальйон та саперні взводи частин.
Одним із перших збудованих об'єктів був дерев'яний місток через річку Самара, а далі до 13 серпня 1957 року, на День будівельника, були здані в експлуатацію водокачка, 10 казарм, 48 офіцерських будинків — так з'явилася вулиця Танкова.
Враховуючи великий внесок воїнів-танкістів у розбудову селища, Гвардійська селищна рада на 20 сесії 5 скликання від 12.04.2007 року вирішила вважати днем заснування селища 10 вересня 1957 року (День свята воїнів-танкістів).
У 1957 році відкрила свої двері Гвардійська семирічна школа. У 1958 році було створено будинкоуправління № 1, з'явились вулиці Кучерявого та Жовтнева. З 1961 року з'явилась вулиця Гагаріна. У 1967 році вулиця Ювілейна.
Будівництво об'єктів рухалося швидкими темпами під керівництвом командирів 42-ї гвардійської танкової дивізії, надалі 93-ї механізованої дивізії та 93-ї бригади (генералів: Кузьмука, Можаровського, Пушнякова, Бессараба, Бочарова, полковників Баландіна, Тарана та ін.).
19 вересня 2024 року Верховна Рада підтримала перейменування селища Гвардійське на Зарічне. 26 вересня 2024 року перейменування набуло чинності.

## Населення

### Мова
Розподіл населення за рідною мовою за даними перепису 2001 року:
| Мова            | Кількість | Відсоток |
| --------------- | --------- | -------- |
| українська      | 2710      | 52.13 %  |
| російська       | 2284      | 43.93 %  |
| вірменська      | 28        | 0.54 %   |
| білоруська      | 4         | 0.07 %   |
| румунська       | 3         | 0.06 %   |
| інші/не вказали | 170       | 3.27 %   |
| Усього          | 5199      | 100 %    |

## Сьогодення
На даний час Зарічне має статус селища, в якому проживає понад 6 тис. жителів, займає загальну житлову площу понад 100 га., та адміністративну понад 12 тисяч га. Збудовано понад 30 багатоповерхових будинків.
На території селища розташовані військові частини, Гвардійська КЕЧ, будинкоуправління № 1, військовий лісгосп, військторг, гарнізонний будинок офіцерів, дитячий садочок, а також об'єкти комунальної власності: лікарська амбулаторія, середня школа.
Не припиняється будівництво житла для сімей військовослужбовців. У 2007 році введено в експлуатацію новий 33-х квартирний будинок по вулиці Гагаріна. У 2008 році введено в експлуатацію ще один 33-х квартирний будинок.
Селище Зарічне розташоване в мальовничому Самарівському краї й надалі має хороші перспективи, як містечко для військовослужбовців та членів їх сімей.

## Культура
Гарнізонний будинок офіцерів. Був відкритий в 1960 році, як філія Дніпропетровського будинку офіцерів. Перший будинок офіцерів був з залом всього на 250 місць і 4 класи. У 1979 році було побудовано нову будівлю. Новий зал розрахований на 1000 місць, малий зал — на 350 місць, є спортивна зала, бібліотека з читальним залом, багато класів для різних секцій та гуртків.

## Військові частини
- 25-а повітряно-десантна бригада
- 1039-й зенітно-ракетний полк
- Вододром
- Танкодром

## Економіка
- «Мобітек-Самара», ТОВ.

## Об'єкти соціальної сфери
- Школа.

## Пам'ятки
Між селом Вільне та селищем Зарічне розташована ботанічна пам'ятка природи місцевого значення Вільнянські вікові дуби.